# Kampa
Kampa je grčko mitološko stvorenje, zmajica.

## Etimologija
Kampa (grč. Kampê) znači »iskrivljena«, a potječe od riječi kampos. 

## Karakteristike
Kampa je bila ružno čudovište, koje je imalo glavu žene i tijelo zmaja s tisuću ljutica, te crna krila i rep škorpiona. Slična joj je Ehidna.

## Mitologija
Iako to nigdje nije spomenuto, Kampini su roditelji vjerojatno Geja, prelijepa Zemlja i njezin ljubavnik Tartar, podzemlje.[osobni stav?] I za Ehidnu se govorilo da je njihova kćer, pa je moguće da su Ehidna i Kampa zapravo isti mitološki lik.
Kampa je rođena na početku vremena. Geja je sa svojim mužem Uranom izrodila Titane, te čudovišne divove – Kiklope i Hekatonhire. Kad je vidio kako su ružni, Uran je Kiklope i Hekatonhire gurnuo natrag u Gejinu utrobu, gdje ih je čekala Kampa. Kad je Titan Kron kastrirao Urana srpom, njegova su braća nakratko oslobođena, ali ih je on potom sam bacio natrag u podzemlje, gdje ih je svezao; također, postavio im je Kampu za čuvaricu. 
Kronov sin Zeus se borio protiv svog oca i trebala mu je pomoć. Baka Geja mu je savjetovala da ubije Kampu i oslobodi Kiklope i Hekatonhire, jer bi tako ponovno vidjela svoju djecu. To je i učinjeno – Zeus je ubio zmajicu, a Kiklopi u mu dali munje. Ponovno je u podzemlje zatvorio Hekatonhire, ali im je dao zadatak – da čuvaju svoju braću Titane. 
U drugoj inačici priče, Zeus je Kampu samo napao, ali ne i ubio – nju je poslije uništio Zeusov sin Dioniz.   